# Шейнфельд (Новосибирская область)
Шейнфельд — село в Карасукском районе Новосибирской области. Входит в состав Студёновского сельсовета.

## География
Площадь села — 14 гектаров

## Население
| 2002 | 2007 | 2010 |
| ---- | ---- | ---- |
| 110  | ↘68  | ↘61  |

## Инфраструктура
В селе по данным на 2007 год функционируют 1 учреждение здравоохранения, 1 образовательное учреждение.